# مسجد جامع اهر
مسجد جامع اهر مربوط به دوره ایلخانی - دوره صفوی است و در اهر، خیابان قدس واقع شده و این اثر در تاریخ ۷ مهر ۱۳۸۱ با شمارهٔ ثبت ۶۱۵۳ به‌عنوان یکی از آثار ملی ایران به ثبت رسیده است.

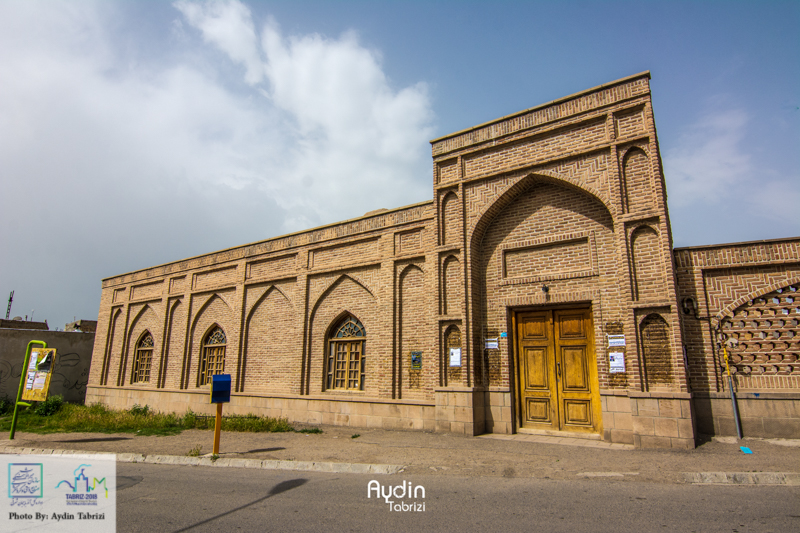